# Carpineto della Nora
Carpineto della Nora è un comune italiano di 507 abitanti della provincia di Pescara in Abruzzo.
Nel territorio, incluso nel parco nazionale del Gran Sasso e Monti della Laga, sorge l'abbazia di San Bartolomeo.

## Geografia fisica

### Territorio
Il territorio di Carpineto della Nora si estende in altitudine dal 450 ms.l.m. circa ai 1801 m s.l.m.del Monte Cappucciata. esso fa perte della Catena del Gran Sasso d'Italia e appartiene al Parco Nazionale del Gran Sasso e monti della Laga. Altre elevazioni sono il Monte Fiore (1472 m s.l.m.) e Pietra Rossa. Data la diversa elevazione territoriale, si passa dalla zona alto collinare dove prevalgono gli uliveti, i querceti e i carpineti (orno ostrieti), da cui il paese prende il nome, alla zona montana dove vegetano le faggete del Voltigno, altopiano carsico al cui centro vi è il lago sfondo. L'altopiano del Voltigno, è caratterizzato da pascoli e praterie secondarie dove nel tempo si è praticato l'allevamento bovino. Esso è caratterizzato in inverno da elevati accumuli nevosi che quando si sciolgono attraverso gli inghiottitoi la sorgente del fiume Nora, affluente poi del Fiume Pescara. Oltre alle faggete, vi sono diversi rimboschimenti a Pino nero, Pino silvestre, Abete bianco, Abete greco, Peccio e Douglasia. le rocce della zona montana sono per la totalità calcaree, mentre nella zona collinare prevalgono formazioni arenacee appartenenti alla Formazione del Flysch della Laga. dal punto di vista della fauna, la zona vede la presenza del Lupo appenninico, del gatto selvatico, del Capriolo, del Cervo europeo, del Cinghiale e sporadicamente di passaggio anche dell'orso bruno marsicano.

## Storia

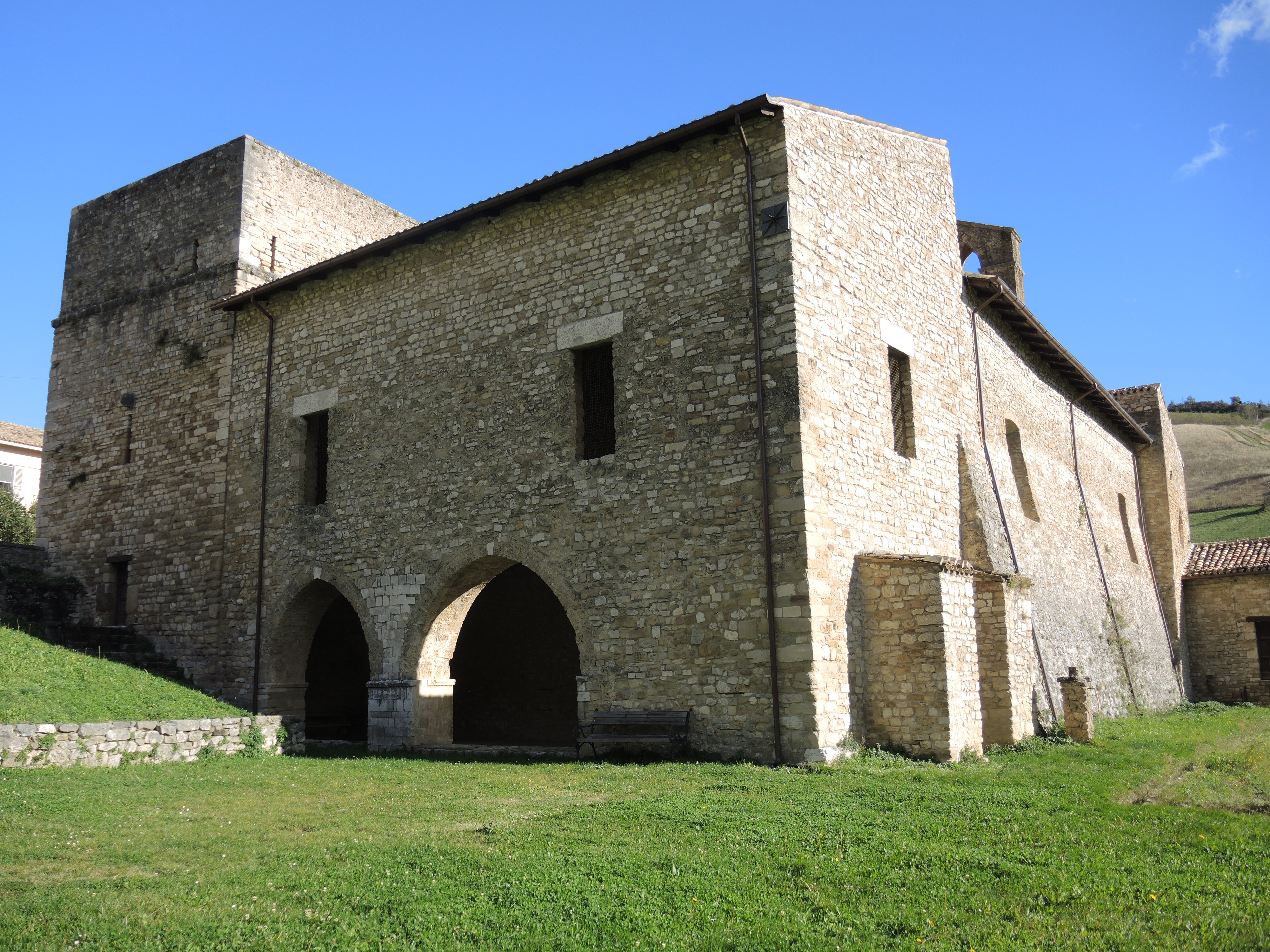
Abbazia di San Bartolomeo Apostolo

Si sostiene che il centro abbia origini vestine, intorno al III secolo a.C., dati alcuni ritrovamenti. Tuttavia 
Il borgo attuale sorse nel X secolo presso il fiume Nora, sotto il colle di Lecina, dove fu consacrata l'abbazia intitolata a San Bartolomeo, ma passò giuridicamente sotto il controllo del Monastero benedettino soltanto nella seconda metà dell'XI secolo, quando i discendenti di Bernardo, il fondatore dell'Abbazia, donarono il Castello all'Abate Erimondo; andato a finire non si sa come ed in quale anno sotto il controllo del vescovato di Penne, nel 1090 il castello di Carpineto viene nuovamente ceduto dal vescovo pennense Pampone a Sansone, Abate di San Bartolomeo.
Il nome proviene dal bosco di carpino, e naturalmente dalla vicinanza al fiume Nora. 
Il monastero fortificato dipese dall'abbazia di Santa Maria di Casanova, la prima delle cinque abbazie abruzzesi del X secolo, a partire dal 1258. Il feudo nel XII-XIV secolo oltre a Casanova, dipese prima da Penne e poi dalla baronia di Brittoli. Nel XVII secolo fu possedimento di Federico Borromeo, che ricostruì la chiesa parrocchiale, che fu dedicata poi a Carlo Borromeo. Nel primo '900 Carpineto contava 1 400 abitanti, e dipendeva da Penne, incluso nel distretto omonimo dall'Abruzzo Ultra. Nel 1927, con la costituzione della provincia di Pescara, Carpineto passò nel territorio pescarese assieme a Penne, al confine con le provincie di L'Aquila e di Teramo.
Il borgo rimase inalterato fino allo sviluppo urbanistico degli anni '60, quando le poche case rurali vennero in parte sostituite da nuovi edifici. Intorno al 1968 partirono i lavori di restauro dell'abbazia, già dal 1902 dichiarata monumento nazionale.

## Monumenti e luoghi d'interesse

### Architetture religiose
Abbazia di San BartolomeoSi trova presso la località omonima, ed è il monumento più significativo del comune. Gestita dai monaci benedettini, fu costruita nel X secolo e completata nel XIII. Fu voluta da Bernardo conte di Penne, che la donò poi ai frati locali. La facciata è spoglia ed è affiancata da un torrione, forse il vecchio campanile. L'interno a tre navate è decorato da un altare gotico sorretto da quattro colonne e il portale di accesso con bassorilievi colorati da figure floreali e vegetali.
- Chiesa parrocchiale di San Carlo Borromeo
- Chiesa di Santa Maria Vergine
- Chiesa di San Rocco

### Aree naturali
- Altopiano del Voltigno
- Grotta Pietra Rossa
- Grotta Mustacchio
- Parco nazionale del Gran Sasso e Monti della Laga

## Società

### Evoluzione demografican
Abitanti censiti

## Economia

### Agricoltura
La zona di Carpineto della Nora è rinomata per la produzione di olio d’oliva della cultivar locale carpinetana. La coltura dell’olivo avviene in quota fino al limite massimo dei 700 m s.l.m. Questo permette alle olive di scongiurare l’attacco della mosca dell’olivo. Sono inoltre presenti allevamenti di bovini specialmente della razza Vitellone Bianco dell’Appennino (Marchigiana) e di ovini per la produzione del pecorino e degli arrosticini.

### Artigianato
Tra le attività economiche più tradizionali, diffuse e rinomate vi sono quelle artigianali, come l'arte del ricamo.

## Amministrazione
| Periodo         | Periodo         | Primo cittadino           | Partito                                                                               | Carica                  | Note          |
| --------------- | --------------- | ------------------------- | ------------------------------------------------------------------------------------- | ----------------------- | ------------- |
| 23 aprile 1995  | 3 novembre 1995 | Antonio Giuseppe D'Angelo | Lista civica di centro-destra                                                         | Sindaco                 | [ 10 ]        |
| 4 novembre 1995 | 9 giugno 1996   | Malgari Trematerra        |                                                                                       | Commissario prefettizio | [ 11 ]        |
| 10 giugno 1996  | 3 aprile 2005   | Antonio Giuseppe D'Angelo | Lista civica di centro-destra (1996-2000) Lista civica di centro-sinistra (2000-2005) | Sindaco                 | [ 12 ] [ 13 ] |
| 4 aprile 2005   | 28 marzo 2010   | Giovanni Morretti         | Lista civica                                                                          | Sindaco                 | [ 14 ]        |
| 29 marzo 2010   | in carica       | Donatella Rosini          | Lista civica Progetto comune                                                          | Sindaco                 | [ 1 ] [ 15 ]  |